# Condado de St. Clair (Misuri)
El condado de St. Clair (en inglés: St. Clair County), fundado en 1841, es uno de 114 condados del estado estadounidense de Misuri. En el año 2000, el condado tenía una población de 9,652 habitantes y una densidad poblacional de 6 personas por km². La sede del condado es Osceola. El condado recibe su nombre en honor al soldado Arthur St. Clair.

## Geografía
Según la Oficina del Censo, el condado tiene un área total de 1818 km² (701,9 mi²), de la cual 1753 km² (676,8 mi²) es tierra y 65 km² (25,1 mi²) (3.60%) es agua.

### Condados adyacentes
- Condado de Henry (norte)
- Condado de Benton (noreste)
- Condado de Hickory (este)
- Condado de Polk (sureste)
- Condado de Cedar (sur)
- Condado de Vernon (suroeste)
- Condado de Bates (noroeste)

## Demografía
Según la Oficina del Censo en 2000, los ingresos medios por hogar en el condado eran de $25,321, y los ingresos medios por familia eran $31,498. Los hombres tenían unos ingresos medios de $23,231 frente a los $18,351 para las mujeres. La renta per cápita para el condado era de $14,025. Alrededor del 19.60% de la población estaban por debajo del umbral de pobreza.

## Transporte

### Carreteras principales
- U.S. Route 54
- Ruta 13
- Ruta 52
- Ruta 82

## Localidades
| - Appleton City - Collins | - Gerster - Lowry City | - Osceola - Roscoe | - Taberville - Vista |